# جولیا آرنال
جولیا آرنال (آلمانی: Julia Arnall؛ زادهٔ ۲۱ نوامبر ۱۹۲۸) هنرپیشه اهل اتریش است.
وی بازیگر فیلم‌هایی همچون مرد لحظه‌ها و مرد بدون بدن بوده است.